# Гера Гілмер
Гера Гілмер (ісл. Hera Hilmarsdóttir; нар. 27 грудня 1988, Ісландія) — ісландська акторка театру та кіно. Закінчила Лондонську академію музичного та драматичного мистецтва. Знімалася в ісландських та британських фільмах та на телебаченні; стала відомою у світі завдяки ролям у телесеріалі «Демони Да Вінчі» (Ванесса, 2013—2015) та у фільмі «Смертні машини» (2018).

## Фільмографія
| Рік       |    | Українська назва                      | Оригінальна назва        | Роль                             |
| --------- | -- | ------------------------------------- | ------------------------ | -------------------------------- |
|           | кф | Побажання                             | Óskin                    |                                  |
| 2019      | с  | Сліпота                               | See                      | Магра (основна роль 1-го сезону) |
| 2018      | ф  | Смертні машини                        | Mortal Engines           | Естер Шоу                        |
| 2018      | с  | Романови                              | The Romanoffs            | Ундіна (1 епізод)                |
| 2018      | ф  | Ашрам                                 | The Ashram               | Софі                             |
| 2017      | ф  | Літні діти                            | Sumarbörn                |                                  |
| 2017      | ф  | Звичайна людина                       | An Ordinary Man          | Таня                             |
| 2017      | ф  | Гори і каміння / Османський лейтенант | The Ottoman Lieutenant   | Ліллі                            |
| 2016      | ф  | Клятва                                | Eiðurinn                 | Анна                             |
| 2016      | с  | Гарлі і брати Девідсони (міні-серіал) | Harley and the Davidsons | Емма (2 серії)                   |
| 2016      | ф  | Вуличні кішки                         | Alleycats                | Трікс                            |
| 2013—2015 | с  | Демони Да Вінчі                       | Da Vinci's Demons        | Ванесса (25 епізодов)            |
| 2014      | ф  | Дістати Санту                         | Get Santa                | євродепутатка Бойл               |
| 2014      | ф  | Вулиця надії / Життя в акваріумі      | Vonarstræti              | Ейк                              |
| 2013      | ф  | П'ята влада                           | The Fifth Estate         | штатна співробітниця Wikileaks   |
| 2013      | ф  | Ми — фріки                            | We Are the Freaks        | Йона                             |
| 2012      | с  | Виїзд (міні-серіал)                   | Leaving                  | Поліна (3 серії)                 |
| 2012      | с  | Світ без кінця (міні-серіал)          | World Without End        | Марджері (2 епізоди)             |
| 2012      | ф  | Анна Кареніна                         | Anna Karenina            | Варя                             |
| 2010      | с  | Скеля                                 | Hamarinn                 | Уна (4 епізоди)                  |
| 2008      | с  | Чорні ангели                          | Svartir englar           | Адалгейдир                       |
| 2008      | кф | Два птахи                             | Smáfuglar                | Лара                             |
| 2007      | тф |                                       | Skaup                    |                                  |
| 2007      | ф  | Тихий шторм                           | Veðramót                 |                                  |
| 1998      | ф  | Безвісти                              | Sporlaust                | Барн                             |
| 1995      | ф  | Сльози каменю                         | Tár úr steini            |                                  |

## Нагороди та номінації
| Роки | Нагороди (фестивалі)                  | Категорії (нагороди)                                     | Примітки                                     | Результати |
| ---- | ------------------------------------- | -------------------------------------------------------- | -------------------------------------------- | ---------- |
| 2017 | Премія «Едда»                         | Найкраща акторка року                                    | Клятва                                       | Перемога   |
| 2015 | Берлінський міжнародний кінофестиваль | Нагорода «Зірка, що вибухнула»                           | Спеціальний приз від European Film Promotion | Перемога   |
| 2015 | Премія «Едда»                         | Найкраща акторка року                                    | Вулиця надії                                 | Перемога   |
| 2014 | Цюрихський кінофестиваль              | Спеціальний приз за найкращий міжнародний художній фільм | Вулиця надії                                 | Перемога   |
| 2007 | Премія «Едда»                         | Найкраща акторка року                                    | Тихий шторм                                  | Номінація  |